# Poecilomiris
Poecilomiris is een geslacht van wantsen uit de familie van de Miridae (Blindwantsen). Het geslacht werd voor het eerst wetenschappelijk beschreven door Eyles in 2006.

## Soorten
Het genus bevat de volgende soorten:

- Poecilomiris longirostris Eyles, 2006
- Poecilomiris planus Eyles, 2006